# Elaphoglossum herpestes
Elaphoglossum herpestes är en träjonväxtart som beskrevs av John T. Mickel. Elaphoglossum herpestes ingår i släktet Elaphoglossum och familjen Dryopteridaceae. Inga underarter finns listade.